# Hulman
Hulman (Semnopithecus) – rodzaj ssaków naczelnych z podrodziny gerez (Colobinae) w obrębie rodziny koczkodanowatych (Cercopithecidae).

## Zasięg występowania
Rodzaj obejmuje gatunki występujące w Azji (Chińska Republika Ludowa, Pakistan, Indie, Sri Lanka, Nepal i Bhutan).

## Morfologia
Długość ciała (bez ogona) 45,1–78,7 cm, długość ogona 62–111,8 cm; masa ciała samic 3,8–17,7 kg, samców 3,4–20,8 kg.

## Systematyka
Rodzaj zdefiniował w 1822 roku francuski zoolog Anselme Gaëtan Desmarest w książce swojego autorstwa poświęconej zagadnieniom teriologicznym. Desmarest wymienił kilka gatunków – Simia maura von Schreber, 1774 (nomen dubium), Semnopithecus comatus Desmarest, 1822, Simia entellus Dufresne, 1797, Semnopithecus pruinosus Desmarest, 1822 (= Simia cristata Raffles, 1821) i Semnopithecus melalophus Desmarest, 1822 (= Simia melalophos Raffles, 1821) – z których gatunkiem typowym jest (późniejsze oznaczenie) Simia entellus Dufresne, 1797.

### Etymologia
- Semnopithecus: gr. σεμνος semnos ‘święty’; πιθηκος pithēkos ‘małpa’[11].
- Presbytis: gr. πρεσβυτις presbutis ‘staruszka’, od πρεσβυτης presbutēs ‘starzec’; być może również od greckiego słowa πρεσβυτερος presbuteros ‘senior, ksiądz’[12]. Gatunek typowy (oznaczenei monotypowe): Simia Cephalopterus Boddaert, 1785 (= Cercopithecus vetulus Erxleben, 1777).
- Kasi: Kashi to starożytna nazwa miasta Waranasi, położonego w stanie Uttar Pradesh. Wśród licznych świątyń w mieście znajduje się świątynia Durga, zbudowana w XVIII wieku, czasami nazywana „Świątynią Małp” z powodu wielkiej liczby małp zamieszkujących pobliskie drzewa[13]. Gatunek typowy: Cercopithecus vetulus Erxleben, 1777.
- Presbypithecus: gr. πρέβυς prebys ‘stary’; πιθηκος pithēkos ‘małpa’[14].
- Mamsemnopithecus: modyfikacja zaproponowana przez meksykańskiego przyrodnika Alfonso Luisa Herrerę w 1899 roku polegająca na dodaniu do nazwy rodzaju przedrostka Mam (od Mammalia)[15].

### Podział systematyczny
W 1979 Frederick Szalay i Eric Delson w publikacji „Evolutionary History of the Primates” zaliczyli Semnopithecus jako podrodzaj rodzaju Presbytis, lecz Colin Groves w 1989 wykazał, że taka klasyfikacja nie jest poprawna, a w 2001 dokonał podziału rodzaju na siedem gatunków. Wyróżniany gatunek S. dussumieri jest obecnie traktowany jako młodszy synonim S. hypoleucos. Do rodzaju należą następujące gatunki:
| Grafika | Gatunek                   | Autor i rok opisu    | Nazwa zwyczajowa        | Podgatunki          | Rozmieszczenie geograficzne | Podstawowe wymiary                          | Status IUCN |
| ------- | ------------------------- | -------------------- | ----------------------- | ------------------- | --- | ------------------------------------------- | ----------- |
|         | Semnopithecus entellus    | (Dufresne, 1797)     | hulman czczony          | gatunek monotypowy  | Indie (pomiędzy rzekami Tapti (Gudźarat) i Kryszna (Andhra Pradesh) do podnóża Himalajów; introdukowany do południowo-zachodniego Bangladeszu)                                                                      | DC: 45–78 cm DO: 80–112 cm MC: 9,5–15,5 kg  | LC          |
|         | Semnopithecus ajax        | (Pocock, 1928)       | hulman kaszmirski       | gatunek monotypowy  | Indie (ograniczone do doliny Chamby (Himachal Pradesh); być może doliny Kishtwar (Dżammu i Kaszmir)) | DC: 51–79 cm DO: 72–96 cm MC: 19,5–21 kg    | EN          |
|         | Semnopithecus hector      | (Pocock, 1928)       | hulman północnoindyjski | [gatunek monotypowy | północne Indie (podnóża Himalajów w Uttarakhand, Uttar Pradesh i Bengalu Zachodnim) oraz zachodni i środkowy Nepal; być może południowo-zachodni Bhutan (w pobliżu Pankhabari)                                      | DC: 58–76 cm DO: 75–99 cm MC: 17–18 kg      | NT          |
|         | Semnopithecus schistaceus | (Hodgson, 1840)      | hulman nepalski         | gatunek monotypowy  | północno-zachodni Pakistan, północne Indie (Dżammu i Kaszmir na wschód do Sikkimu), południowa Chińska Republika Ludowa (Tybet), Nepal i zachodni Bhutan (na wschód do rzeki Sankosz); być może wschodni Afganistan | DC: 58–76 cm DO: 75–99 cm MC: 17–18 kg      | LC          |
|         | Semnopithecus hypoleucos  | Blyth, 1841          | hulman czarnołapy       | 3 podgatunki        | Indie (od rzek Tapiti i Godawari na południe do wyżyny Dekan, wzdłuż całych Ghatów Zachodnich) | DC: 51–69 cm DO: 72–109 cm MC: 8,4–15,9 kg  | LC          |
|         | Semnopithecus priam       | (Blyth, 1844)        | hulman czubaty          | 3 podgatunki        | południowe Indie (Andhra Pradesh, Karnataka, Kerala i Tamilnadu) i Sri Lanka (strefa sucha) | DC: 58–64 cm DO: 66–102 cm MC: 11,4–13,5 kg | NT          |
|         | Semnopithecus vetulus     | (Erxleben, 1777)     | lutung białobrody       | 4 podgatunki        | Sri Lanka (z wyjątkiem suchych i pustynnych stref na wschodzie i południu) | DC: 45–65 cm DO: 62–85 cm MC: 3,4–9,4 kg    | EN          |
|         | Semnopithecus johnii      | (J.B. Fischer, 1829) | lutung nilgirijski      | gatunek monotypowy  | Indie (Karnataka, Keral i Tamilnadu) | DC: 58–78 cm DO: 68–96 cm MC: 9,8–13,6 kg   | VU          |

Kategorie IUCN:  LC  – gatunek najmniejszej troski,  NT  – gatunek bliski zagrożenia,  VU  – gatunek narażony,  EN  – gatunek zagrożony.
Takai i współpracownicy (2016) opisali wymarły gatunek pliocenu Mjanmy:
- Semnopithecus gwebinensis Takai, Nishioka, Thaung Htike, Maung Maung, Kyaw Khaing, Zin Maung Maung Thein, Tsubamoto & Egi, 2016